# Halálos fegyver 4.
A Halálos fegyver 4. (eredeti cím: Lethal Weapon 4) 1998-ban bemutatott amerikai akciófilm, Richard Donner rendezésében. A Halálos fegyver-filmsorozat utolsó része.
A filmben ismét Mel Gibson és Danny Glover játssza a főszereplő Riggs és Murtaugh nyomozókat, mellettük a történetekbe korábban bekapcsolódó Joe Pescin és Rene Russón kívül Chris Rock és Jet Li tűnik fel fontosabb új szereplőként.

## Rövid történet
Riggs és Murtaugh nyomozó ezúttal kínai bűnözőkkel kerül szembe, közben pedig egy bevándorlócsalád, valamint Lorna és Rianne terhessége okoz némi fejfájást a két főhősnek.

## Cselekmény
|  | Alább a cselekmény részletei következnek! |

A film Riggs és Murtaugh egy "szokványos" munkanapjával indít: egy kipáncélozott, lángszóróval és golyószóróval felfegyverzett ámokfutót kell megállítaniuk, akinek a páncélján nem hatol át a golyó. A kétséges akció közben Murtaugh bevallja Riggsnek, hogy Lorna terhes, de ő eddig nem merte megmondani neki. Ezután Riggs is bevallja Murtaugh-nak, hogy a lánya, Rianne is gyereket vár egy rendőrtől, de ő szintén nem mert szólni az apjának. Az ámokfutó eközben semmivel sem törődve elindul a két rendőr fedezékként használt autója felé, ezért Riggs kitalálja, hogy Murtaugh vetkőzzön alsónadrágra és "madarat utánozva" terelje el pár pillanatig az ámokfutó figyelmét. Amíg az elfordul Riggs megcélozza a lángszórója szelepét és azt kilőve a fickó a nyomástól elszáll, amitől a közeli benzinkútnál álló tartálykocsi alá szorulva mindenestül felrobban.
Hónapokkal később Riggs, Murtaugh és Leo Murtaugh hajóján horgásznak, amikor nekik megy egy hajó, amin lövések dördülnek. Riggs és Murtaugh akcióba lép és Riggs a hajóra átszállva számos ázsiai bűnözőt likvidál, de van, aki meglép. Murtaugh hajója közben elsüllyed és a rendőrség a hajót birtokba véve a raktérben illegális kínai bevándorlókra bukkan. Az akció közben bemutatkozik Lee Butters nyomozó is, akit Riggsék állandóan ugratnak és "sosem emlékeznek" a nevére. Később Riggs megtudja Lornától, hogy ő Rianne gyerekének az apja. Nemsokára a kapitányságon is új hírek várják őket: Murphy kapitány előlépteti századossá Riggset és Murtaugh-t.
Nyomozásuk során, amibe Butters is segít, kiderítik, hogy a hajóhoz köze van Benny Chan, azaz Benny bácsi bűnbandájának is. Meglátogatják Benny bácsit az éttermében és ott találkoznak egy titokzatos figurával, Wah Sing Ku-val is. Lassacskán körvonalazódik, hogy a hajón utazott egy férfi, Hong, aki a családjával együtt a bűnbandának dolgozó rézműves nagybátya révén jutott el Amerikába, és aki fontos a szervezetnek, mivel az a nagybácsi által készített pénznyomóklisével gyártott hamis pénzzel akar négy kínai keresztapát, köztük Ku testvérét kiváltani, de csak akkor hajlandó dolgozni nekik, ha Hongékat Amerikába hozták. A helyzetet bonyolítja, hogy a férfit családjával Murtaugh a házába fogadta, miután rájuk talált a tengerparton a hajó elfoglalása után. Ezért a banda elrabolja a családot, hogy a nagybácsi által a pénz legyártásra kerüljön. Közben hőseink összeverekednek a támadókkal, akik még Murtaugh házát is felgyújtják. Utána üldözőbe veszik a bűnözőket és egy eszeveszett, nagy pusztítással járó autósüldözés során számos bűnöző meghal. Később rábukkannak Hong holttestére, akit Ku ölt meg a bácsikájával és Benny bácsival együtt, miután végeztek a klisével és a nyomtatással. Ezután Riggsék rájönnek a tervre is, és hogy a cserére a kikötőben kerítenek sort, ezért oda mennek és ott elárulva, hogy a kínai banda hamis pénzzel akar üzletelni, kiprovokálják a tűzharcot a két fél és a rendőrök között. Többen halálos sebet kapnak a bűnözők közül, köztük Ku testvére is, akit Murtaugh talál el véletlenül. A férfi a testvére karjai közt hal meg és innentől a dolog mindenki számára személyessé válik.
Riggs és Murtaugh megküzd Ku-val, ami nem egyszerű, mivel a bűnöző profin kung fuzik és hőseinket simán elveri. Riggs és Murtaugh a sportszerűség teljes mellőzésével igyekszik Ku-n felülkerekedni, minden mozdítható eszközt felhasználva ellene (Riggs még egy targoncával is Ku-nak hajt). Ku majdnem meg is fojtja Riggs-et, ám Murtaugh szinte az utolsó pillanatban nyársalja fel egy hegyes betonvassal. A férfi elengedi Riggs-et, de még ekkor is képes küzdeni és leüti Murtaugh-t. Társa erre vadállati dühvel támad Ku-ra és a hasbaszúrt Ku-nak nem csekély kínt okoz, mialatt a beléjeszúrt vassal rángatja. Ám Riggs csak akkor tud felülkerekedni, amikor vízbe esnek és a vízben mindketten lassabban mozogva nehezebben tudnak küzdeni; Riggs talál egy gépfegyvert a vízben, amit az egyik támadó ejtett bele és azzal végül sikerül a víz alatt Ku-t szitává lőni, aki az utolsó pillanatokban még szemlátomást próbál az életéért könyörögni Riggs-nek. Riggs alighogy kimászik, egy leszakadó hatalmas betondarab  visszahúzza. Murtaugh ekkor magához tér, a vízbe veti magát és sikerül kimentenie társát a mélyből. Örömmel látja, hogy Riggs, csakúgy mint ő, sérülésekkel ugyan, de túlélte a kalandot.
Néhány napra rá Riggs a felesége sírjánál bevallja, hogy szereti Lornát, ezért el is akarja venni. Itt botlik bele Leóba, aki a helyzet hatására meglepően őszintén bevallja neki, hogy minden piszkálódás ellenére őket, Riggset és Murtaugh-t tekinti a barátainak, mivel igazán soha senki nem törődött vele és egyetlen gyerekkori barátja egy béka volt, aki véletlenül az ő hibájából pusztult el. Riggs ekkor kapja a hírt, hogy megindult a szülés és Leóval a kórházba megy. Ott egy rögtönzött szertartás keretében összeházasodnak Lornával, mielőtt elviszik a szülőszobába. Riggs  marasztalja Leót, hogy várja meg a babát. Később befut mindenki és nagy örömmel fogadják az új jövevényeket: Riggs fiát és Murtaugh unokáját, egy kislányt. Aztán megjön Murphy kapitány is, ajándékokkal és egy jó hírrel: Hong családja az Egyesült Államokban maradhat. Végül közös fényképezéssel ér véget a film.
|  | Itt a vége a cselekmény részletezésének! |

## Szereplők
| Színész      | Szereplő                 | Magyar hang    |
| ------------ | ------------------------ | -------------- |
| Mel Gibson   | Martin Riggs             | Sörös Sándor   |
| Danny Glover | Roger Murtaugh           | Kránitz Lajos  |
| Joe Pesci    | Leo Getz                 | Reviczky Gábor |
| Rene Russo   | Lorna Cole               | Orosz Helga    |
| Chris Rock   | Lee Butters              | Kerekes József |
| Jet Li       | Wah Sing Ku              | Görög László   |
| Kim Chan     | Benny Chan "Benny bácsi" | Szuhay Balázs  |
| Darlene Love | Trish Murtaugh           | Bessenyei Emma |
| Traci Wolfe  | Rianne Murtaugh          | Somlai Edina   |
| Steve Kahan  | Ed Murphy kapitány       | Perlaki István |
| Eddy Ko      | Hong                     | Horányi László |

## Színészek
A "főgonoszt" eljátszó Jet Lit, aki korábban csak ázsiai, főleg kínai filmekben szerepelt, világszerte a Halálos fegyver 4 tette ismertté és általa kapott szerepeket különböző amerikai filmekben. Érdekesség, hogy Linek mindössze egyetlen rövidke mondata van angolul az egész film során, amit karaktere Riggshez címez alig hallhatóan, miszerint "Hongkongban már nem élnél!". A Benny bácsit játszó Kim Chan pedig leginkább a Kung-fu című sorozatból lehet ismerős, de kisebb-nagyobb szerepeket játszott más filmekben is. Chris Rock, aki Butters nyomozót játssza inkább Amerikában ismert, mint stand-up komikus, de ő is szerepelt több filmben.

## Megjelenések
Magyarországon a film a mozibemutatót követően VHS-en jelent meg, majd a többi résszel együtt DVD-n is, először csak feliratosan, majd később szinkronizált változatban is. Azokkal ellentétben viszont a negyedik rész nem rendezői változat, hanem a rendes moziváltozat, amihez az előzményekhez képest a kora és viszonylag sima kiadása miatt már csak egy szinkron készült.

## Filmzene
- "Why Can't We Be Friends" – War
- "Pilgrim" – Eric Clapton
- "Fire in the Hole" – Van Halen
- "Premonition" – John Fogerty